# Ellen Wietstock

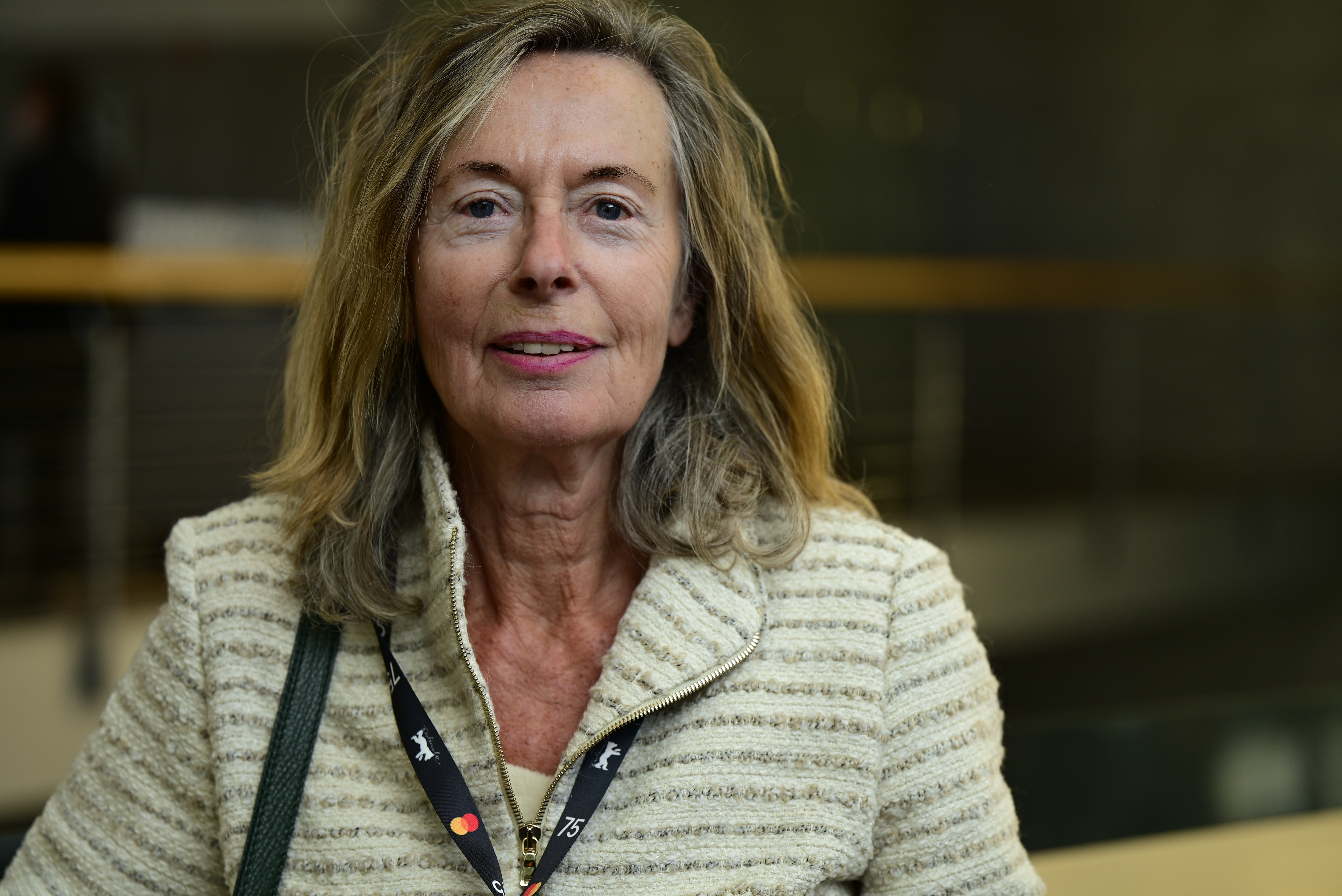
Ellen Wietstock 2025

Ellen Wietstock (geboren 16. Dezember 1945 in Oksbøl, Dänemark) ist eine deutsche Journalistin und Publizistin. Sie ist die Herausgeberin der in Berlin erscheinenden Fachzeitschrift black box – Filmpolitischer Informationsdienst.

## Leben
Ellen Wietstock studierte Germanistik und politische Wissenschaften am Otto-Suhr-Institut der Freien Universität Berlin. Das Studium schloss sie 1979 mit dem Diplom ab. Ihr Einstieg in die Filmbranche begann 1981 mit einem Volontariat bei der Filmproduktionsfirma Road Movies. Von 1981 bis 1983 war sie Geschäftsführerin des Verbandes der Filmarbeiterinnen e. V. in Berlin und Redakteurin des FrauenFilmHandbuchs, das vom Verband der Filmarbeiterinnen 1983 herausgegeben wurde.  Seit 1984 ist sie die Gründerin und Herausgeberin von black box – Filmpolitischer Informationsdienst in Berlin. Von 1992 bis 1995 war sie Mitarbeiterin des Fischer Film Almanach. Von 2002 bis 2007 vergab sie als Teil der Jury des BKM den Verleiherpreis, und von 2011 bis 2012 war sie Mitglied der Jury des Hessischen Filmpreises.
Ellen Wietstock lebt und arbeitet in Berlin.

## Werk
Bereits 1983 veröffentlichte Ellen Wietstock unter dem Titel Wünsche an die deutsche Filmlandschaft die Auswertung einer Umfrage des Verbands der Filmarbeiterinnen. Seit März 1984 erscheint alle sechs Wochen die von Ellen Wietstock herausgegebene Fachzeitschrift black box – Filmpolitischer Informationsdienst. Ursprünglich war die black box als gedruckte Zeitung in einer Auflage von ca. 2.000 Exemplaren im Abonnement per Postversand erhältlich. Seit 2023 ist die Zeitschrift auch im Digital-Abonnement zu beziehen.
Darin wirft Ellen Wietstock einen kritischen Blick auf das deutsche Filmförderungssystem. Sie kommentiert die Entwicklungen der deutschen Filmbranche und untersucht systematisch die Vergabe von Fördermitteln auf Bundes- und Länderebene. Dazu hat sie umfangreiche Datenbanken angelegt, die sie kontinuierlich aktualisiert. So wurden ihre Förderdaten 2014 zur argumentativen Grundlage der Aktion Pro Quote Regie. Die Aktion konnte anhand der Daten von Ellen Wietstock sehr genau belegen, dass ein erhebliches Ungleichgewicht in der Verteilung der Filmfördermittel zwischen Regisseurinnen und Regisseuren besteht.
Ellen Wietstock selbst sowie weitere Autorinnen und Autoren liefern in der Zeitschrift black box Nachrichten und Kommentare zur deutschen Filmlandschaft und veröffentlichen regelmäßig Gespräche mit Fachleuten aus dem Filmbereich. Weiterhin liefert black box die Auflistung aller wichtigen Einreichtermine für Filmförderungen im deutschsprachigen Raum und einen umfassenden Überblick über Förderentscheidungen. Am 18. Januar 2022 erschien die Jubiläumsausgabe Nr. 300. Das minimalistische Design und den Schriftzug entwickelte Joachim Schmid für die Erstausgabe im Jahr 1984.
Mit ihren kritischen Kommentaren zur Entwicklung der Filmpolitik in Deutschland machte sich Ellen Wietstock einen Namen. Legendär ist ihr Beitrag in der Ausgabe 10 von 1985 der black box zum Wettpinkeln der Lokalpatrioten, in dem sie sich über das Gerangel von Franz Josef Strauß, dem damaligen Ministerpräsidenten Bayerns, um die Vorreiterposition Bayerns in der Filmförderung in Deutschland lustig machte. In der Folge Entstehen gute deutsche Filme vielleicht gar nicht wegen, sondern trotz der deutschen Filmförderung? lieferte sie 2021 einen kritischen Beitrag im ZDF Magazin Royale. Von 1988 bis 1991 gab Ellen Wietstock mit der Edition black box auch Bücher zu Entwicklungen im Filmvertrieb heraus.

## Publikationen
- black box Filmpolitischer Informationsdienst. Erscheint seit März 1984 alle sechs Wochen, ISSN 0179-5821.
- Videovertrieb in der Bundesrepublik Deutschland. edition black box, Hamburg 1988, ISSN 0935-204X.
- Filmkongresse. edition black box, Hamburg 1990, ISBN 978-3-9802862-0-6.
- Der deutsche Film – vertrieben zwischen Kino und Kabelfernsehen. edition black box, Hamburg 1990, ISSN 0935-204X.
- Der deutsche Film – vertrieben zwischen kultureller und nichtgewerblicher Filmarbeit. edition black box, Hamburg 1993, ISSN 0935-204X.
- Oberhausen oder: Occupy Subsidy! Ein Blick zurück nach vorn. Verlag edition text+kritik, München 2012, ISBN 978-3-86916-182-2.
- black box Bestandsaufnahme – 20 Jahre Filmpolitischer Informationsdienst. ISBN 978-3-9810008-0-1.